# Thuidium allenii
Thuidium allenii är en bladmossart som beskrevs av Coe Finch Austin 1880. Thuidium allenii ingår i släktet tujamossor, och familjen Thuidiaceae. Inga underarter finns listade i Catalogue of Life.